# Висадка в Інчхоні
Висадка в Інчхоні або битва при Інчхоні(кор.: хангиль: 인천상륙작전, ханча: 仁川上陸作戰, НЛ: Incheon Sangnyuk Jakjeon) — морська десантна операція і битва під час Корейської війни, яка закінчилась рішучою перемогою і зміною стратегічної ініціативи на користь сил ООН. До операції було залучено близько 75 тис. військ і 261 морське судно, вона призвела до повторного захоплення південнокорейської столиці Сеула двома тижнями пізніше. Кодова назва операції була Операція Хроміт.
Битва почалась 14 вересня 1950 і завершилась 19 вересня. Завдяки раптовому десанту далеко від Пусанського периметра, який ООН і ЗС Республіки Корея (ЗСРК) відчайдушно обороняли, здебільшого незахищене місто Інчхон було захоплене після бомбардування силами ООН. Битва завершило низку перемог північнокорейської армії (КНА). Подальше захоплення Сеула частково розірвало лінії постачання КНА в Південній Кореї.